# Daniele Casiraghi
Daniele Casiraghi (Treviglio, 10 marzo 1993) è un calciatore italiano, centrocampista del Südtirol, squadra di cui è il miglior marcatore di tutti i tempi.

## Caratteristiche tecniche
Giocatore molto duttile, abile tecnicamente, viene solitamente impiegato come trequartista; può essere schierato anche sulle fasce o come seconda punta. Di baricentro basso e con una grande frequenza di passo, è bravo nella conduzione del pallone. È altresì un abile rigorista.

## Carriera
Cresciuto nel settore giovanile della Tritium, esordisce in prima squadra il 13 marzo 2011, nella partita di campionato pareggiata per 2-2 contro la Sacilese, in cui segna la prima rete dei biancoazzurri. Il 1º agosto 2013 viene tesserato dal Lecce, con cui firma un triennale; passa subito a titolo temporaneo alla Pro Patria, dopodiché al termine della stagione si trasferisce al Parma, in uno scambio che vede coinvolto Abdou Doumbia. Il 16 luglio 2014 viene girato in prestito al Gubbio e al termine della stagione 2014-2015 rimane senza squadra a causa del fallimento del Parma Football Club.
Il 10 luglio 2015 viene messo sotto contratto dall'Ancona fino al 2017, salvo poi svincolarsi il 29 agosto 2016 a fronte della grave crisi che investe il club dorico; il 12 settembre fa quindi ritorno, da tesserato, al Gubbio. Resta con il club umbro fino al 2019, quando si trasferisce al Südtirol, con cui firma un biennale.
Casiraghi si impone presto quale giocatore cardine del club di Bolzano; segna il primo goal ufficiale l'11 agosto 2019 nella sfida di Coppa Italia contro la Virtus Entella. L'11 giugno 2021 prolunga fino al 2024 con i biancorossi e nel campionato 2021-2022 dà un importante contributo alla prima storica promozione in Serie B del Südtirol, segnando in particolare una doppietta contro la Triestina nella partita decisiva dell'ultima giornata. Il 20 aprile 2023 rinnova il contratto per un'ulteriore stagione. Il 16 dicembre segna la cinquantesima rete con la maglia altoatesina, diventando così il miglior marcatore della storia del club.

## Statistiche

### Presenze e reti nei club
Statistiche aggiornate al 13 maggio 2025.
| Stagione        | Squadra         | Campionato      | Campionato | Campionato | Coppe nazionali | Coppe nazionali | Coppe nazionali | Coppe continentali | Coppe continentali | Coppe continentali | Altre coppe | Altre coppe | Altre coppe | Totale | Totale |
| Stagione        | Squadra         | Comp            | Pres       | Reti       | Comp            | Pres            | Reti            | Comp               | Pres               | Reti               | Comp        | Pres        | Reti        | Pres   | Reti   |
| --------------- | --------------- | --------------- | ---------- | ---------- | --------------- | --------------- | --------------- | ------------------ | ------------------ | ------------------ | ----------- | ----------- | ----------- | ------ | ------ |
| feb.-giu. 2011  | Tritium         | 2D              | 1          | 1          | CI-LP           | -               | -               | -                  | -                  | -                  | SSD         | 1           | 0           | 2      | 1      |
| 2011-2012       | Tritium         | 1D              | 29         | 1          | CI+CI-LP        | 0+1             | 0               | -                  | -                  | -                  | -           | -           | -           | 30     | 1      |
| 2012-2013       | Tritium         | 1D              | 28+1       | 0          | CI-LP           | 4               | 1               | -                  | -                  | -                  | -           | -           | -           | 33     | 1      |
| Totale Tritium  | Totale Tritium  | Totale Tritium  | 58+1       | 2          |                 | 5               | 1               |                    | -                  | -                  |             | 1           | 0           | 65     | 3      |
| ago. 2013       | Lecce           | 1D              | -          | -          | CI              | 0               | 0               | -                  | -                  | -                  | -           | -           | -           | 0      | 0      |
| set. 2013-2014  | Pro Patria      | 1D              | 23         | 0          | CI-LP           | 1               | 0               | -                  | -                  | -                  | -           | -           | -           | 24     | 0      |
| 2014-2015       | Gubbio          | LP              | 33+2       | 3+1        | CI-LP           | 1               | 0               | -                  | -                  | -                  | -           | -           | -           | 36     | 4      |
| 2015-2016       | Ancona          | LP              | 33         | 4          | CI+CI-LP        | 2+0             | 0               | -                  | -                  | -                  | -           | -           | -           | 35     | 4      |
| lug.-ago. 2016  | Ancona          | LP              | -          | -          | CI              | 2               | 0               | -                  | -                  | -                  | -           | -           | -           | 2      | 0      |
| Totale Ancona   | Totale Ancona   | Totale Ancona   | 33         | 4          |                 | 4               | 0               |                    | -                  | -                  |             | -           | -           | 37     | 4      |
| sett. 2016-2017 | Gubbio          | LP              | 34+1       | 6+1        | CI-LP           | -               | -               | -                  | -                  | -                  | -           | -           | -           | 35     | 7      |
| 2017-2018       | Gubbio          | C               | 32         | 5          | CI+CI-C         | 2+0             | 0               | -                  | -                  | -                  | -           | -           | -           | 34     | 5      |
| 2018-2019       | Gubbio          | C               | 38         | 7          | CI-C            | 2               | 1               | -                  | -                  | -                  | -           | -           | -           | 40     | 8      |
| Totale Gubbio   | Totale Gubbio   | Totale Gubbio   | 137+3      | 21+2       |                 | 5               | 1               |                    | -                  | -                  |             | -           | -           | 145    | 24     |
| 2019-2020       | Südtirol        | C               | 26+1       | 6+0        | CI+CI-C         | 3+1             | 1+0             | -                  | -                  | -                  | -           | -           | -           | 31     | 7      |
| 2020-2021       | Südtirol        | C               | 37+4       | 14+3       | CI              | 2               | 0               | -                  | -                  | -                  | -           | -           | -           | 43     | 17     |
| 2021-2022       | Südtirol        | C               | 35         | 11         | CI+CI-C         | 1+3             | 0+1             | -                  | -                  | -                  | SC          | 2           | 1           | 41     | 13     |
| 2022-2023       | Südtirol        | B               | 32+2       | 2+1        | CI              | -               | -               | -                  | -                  | -                  | -           | -           | -           | 34     | 3      |
| 2023-2024       | Südtirol        | B               | 36         | 16         | CI              | 1               | 1               | -                  | -                  | -                  | -           | -           | -           | 37     | 17     |
| 2024-2025       | Südtirol        | B               | 36         | 5          | CI              | 1               | 0               | -                  | -                  | -                  | -           | -           | -           | 37     | 5      |
| 2025-2026       | Südtirol        | B               | 0          | 0          | CI              | 1               | 1               | -                  | -                  | -                  | -           | -           | -           | 1      | 1      |
| Totale Südtirol | Totale Südtirol | Totale Südtirol | 202+7      | 54+4       |                 | 13              | 4               |                    | -                  | -                  |             | 2           | 1           | 224    | 63     |
| Totale carriera | Totale carriera | Totale carriera | 453+11     | 81+6       |                 | 28              | 6               |                    | -                  | -                  |             | 3           | 1           | 495    | 94     |

## Palmarès

### Club

#### Competizioni nazionali
- Serie C: 1

Südtirol: 2021-2022 (girone B)
- Lega Pro Seconda Divisione: 1

Tritium: 2010-2011 (girone A)
- Supercoppa di Lega di Seconda Divisione: 1

Tritium: 2011